# Tekan Berhe
Tekan Berhe (20 gennaio 2003) è una mezzofondista etiope.

## Palmarès
| Anno | Manifestazione     | Sede  | Evento        | Risultato | Prestazione | Note                          |
| ---- | ------------------ | ----- | ------------- | --------- | ----------- | ----------------------------- |
| 2024 | Giochi Panafricani | Accra | 10000 m piani | Bronzo    | 33'51"50    | Miglior prestazione personale |

## Altre competizioni internazionali
2021
- 12ª alla Mezza maratona di Lisbona ( Lisbona) - 1h11'57"